# Surprise Mia
Surprise Mia er afsnit 50 i Frank Hvam og Casper Christensens sitcom Klovn, første gang vist på TV2 Zulu 5. maj 2008.

## Handling
Casper og Iben skal til Bafta, og Iben har alle sine Prada tasker med. Mia er i tvivl om Frank elsker hende, og om han hellere vil være kæreste med en, der er kendt i branchen.
Frank og Mia skal besøge Stig Rossen og hans nye kæreste, og Frank bliver i tvivl om hvor mange penge Mias kærlighed er værd.
Frank arrangerer et surpriseparty for Mia, som skal forsikre hende om hans kærlighed. Mia ender imidlertid på toilettet, men måske en Prada taske kan redde situationen?

## Hovedskuespillere
- Casper Christensen som Casper
- Iben Hjejle som Iben
- Frank Hvam som Frank
- Mia Lyhne som Mia

| Fjernsyn | Spire Denne artikel om et tv-program er en spire som bør udbygges. Du er velkommen til at hjælpe Wikipedia ved at udvide den. |